# Swartzia sumorum
Swartzia sumorum là một loài thực vật có hoa trong họ Đậu. Loài này được A.R.Molina miêu tả khoa học đầu tiên.